# فيروسات كأسية
الفيروسات الكأسية أو فصيلة كاليسي (بالإنجليزية: Caliciviridae)‏ هي فصيلة من الفيروسات الاٍيجابية ذات الرنا أحادي السلسلة. ضمن المجموعة الرابعة لتصنيف بلتيمور. القفيصة تبدو سداسية / كروية ولها تناظر عشروني الوجوه مع قطر يتراوح بين 35 و 39 نم.
- جنس فيروس مائي؛ الأنواع: فيروس الطفح الحويصلي الخنزيري
- جنس فيروس بحيري؛ الأنواع: فيروس مرض نزف الأرانب

## وصلات خارجية
- نطاق فيروسي فيروسات كأسية